# Silvestro Lega

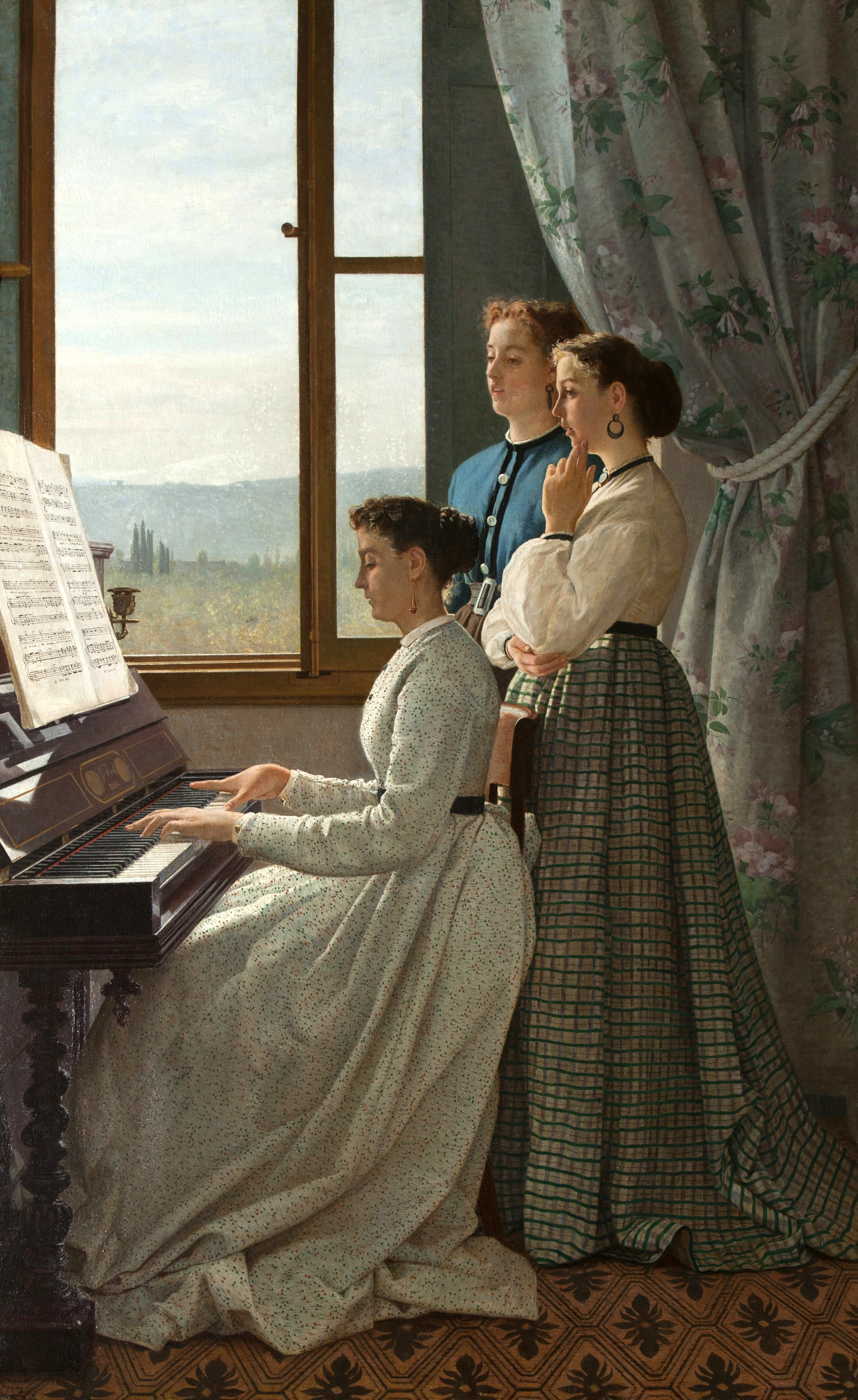
Il canto di uno stornello (1868).

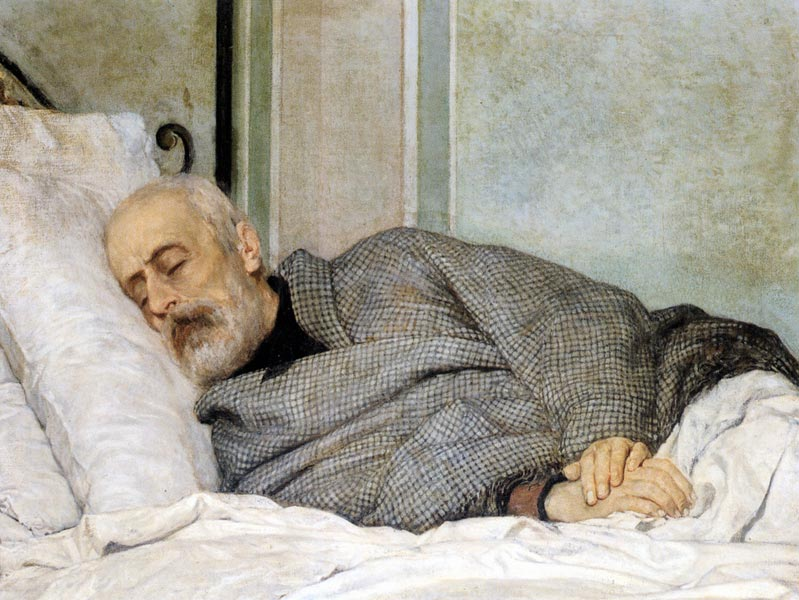
Giuseppe Mazzini morente (1873).

Silvestro Lega (Modigliana, 8 de diciembre de 1826 - Florencia, 21 de septiembre de 1895) fue un pintor italiano, uno de los máximos representantes del movimiento de los macchiaioli, junto con Giovanni Fattori. 
La carrera artística de Lega está en sintonía con los acontecimiento históricos de su país. Partiendo de una formación académica, a medida que los aires del Risorgimento se desarrollaban, la pintura de Lega abandona paulatinamente el retrato de altos dignatarios, para centrarse en el paisaje, la pintura de campesinos, a los pequeños propietarios, más acordes con los destinos políticos y económicos que surgían, y con los que el artista comenzaba a mostrarse en sintonía.

## Listado de obras (parcial)
- Il sacro cuore di Gesù, óleo sobre lienzo
- La casa di don Giovanni Verità, 1855, óleo sobre lienzo, 37 x 28, Livorno, museum Civico
- Episodio della guerra del 1859 - Ritorno di bersaglieri italiani da una ricognizione, 1861, óleo sobre lienzo, 57,5 x 95, Palazzo Pitti
- Ritratto di Giuseppe Garibaldi, 1861, óleo sobre lienzo, 111 x 78,4, Colección privada
- Tra i fiori del giardino, 1862, óleo sobre lienzo, 49 x 59, Colección privada
- Il primo dolore, 1863, óleo sobre lienzo, 39,5 x 50, Génova, Palacio provincial
- L’educazione al lavoro, 1863, óleo sobre lienzo, 87 x 65, Colección privada
- L’elemosina, 1864, óleo sobre lienzo, 71,8 x 124, Colección privada
- La nonna, 1865, óleo sobre lienzo, 59 x 70, Colección privada
- Due bambine che fanno le signore - Divertimento infantile, 1865, óleo sobre lienzo, 57,5 x 94, Colección privada
- Il canto di uno stornello, 1867, óleo sobre lienzo, 158 x 98, Palacio Pitti
- Un dopo pranzo, 1868, óleo sobre lienzo, 75 x 93,5, Milán, Pinacoteca de Brera
- La visita, 1868, óleo sobre lienzo sobre madera, 31 x 60, Roma,
- I promessi sposi, 1869, óleo sobre lienzo, 33,5 x 77, Milán, Museo Leonardo da Vinci
- La lettura, óleo sobre lienzo, Bari, Museo Provincial

- Wikimedia Commons alberga una categoría multimedia sobre Silvestro Lega.

- Datos: Q369633
- Multimedia: Silvestro Lega / Q369633